# John Chrisostom Ndimbo
John Chrisostom Ndimbo (* 12. Oktober 1960 in Kipololo) ist ein tansanischer Geistlicher und römisch-katholischer Bischof von Mbinga.

## Leben
John Chrisostom Ndimbo empfing am 21. Juni 1989 das Sakrament der Priesterweihe.
Am 12. März 2011 ernannte ihn Papst Benedikt XVI. zum Bischof von Mbinga. Der Erzbischof von Daressalam, Polycarp Kardinal Pengo, spendete ihm am 5. Juni desselben Jahres die Bischofsweihe; Mitkonsekratoren waren der Erzbischof von Songea, Norbert Wendelin Mtega, und der emeritierte Bischof von Mbinga, Emmanuel Mapunda. Außerdem war der emeritierte Bischof des Bistums Würzburg, Paul-Werner Scheele anwesend.
Vom 13. April 2021 bis zum 14. Januar 2024 verwaltete John Chrisostom Ndimbo zudem als Apostolischer Administrator das vakante Bistum Njombe.